# Nemocnice Motol

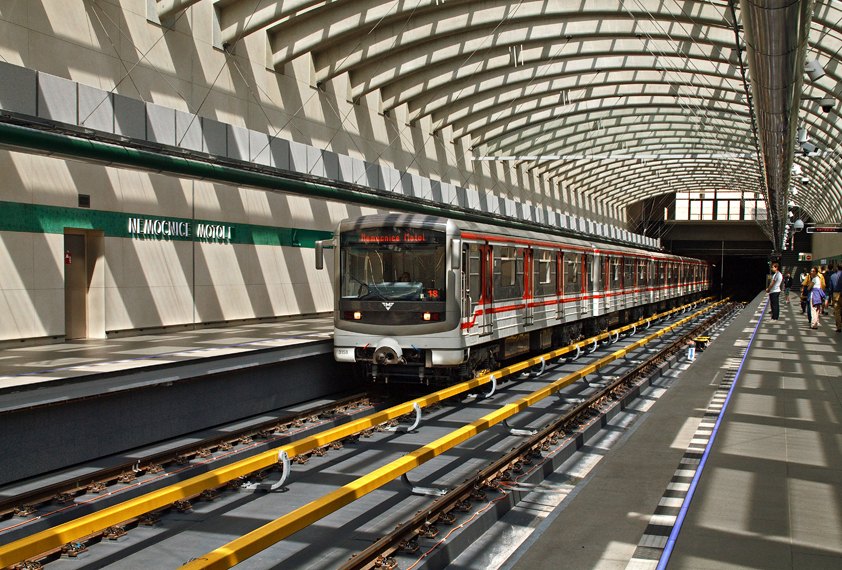
Nemocnice Motol/Szpital Motol - Stacja Końcowa na V.A sekcji

Nemocnice Motol – początkowa stacja linii A metra praskiego (odcinek V.A). Stacja została otwarta 6 kwietnia 2015 wraz z odcinkiem Dejvická – Nemocnice Motol, pierwszego etapu rozbudowany linii A na zachód. 
Stacja znajduje się w Pradze 5 i jej nazwa pochodzi od pobliskiego szpitala Motol. Budynek dworca został zaprojektowany przez architekta Pavla Sýsa.